# Gitterstrom
Als Gitterstrom wird jener elektrische Strom bezeichnet, der bei einer Elektronenröhre über das Steuergitter oder Schirmgitter fließt. Da Elektronenröhren idealerweise spannungsgesteuert sind, stellt der Gitterstrom einen meist unerwünschten Nebeneffekt realer Elektronenröhren dar. Elektronenröhren mit besonders kleinem Gitterstrom werden als Elektrometerröhre bezeichnet.
Da Schirmgitter bei Elektronenröhren im Allgemeinen mit positiver, Steuergitter aber mit negativer Vorspannung betrieben werden, unterscheiden sich die Vorgänge aus Sicht der Gitterströme.

## Ursachen des Steuergitterstromes
Bei Anlegen einer elektrischen Spannung zwischen Kathode und Anode (Anodenspannung) an eine Elektronenröhre bildet sich ein Elektronenstrom, der durch die elektrische Spannung des Steuergitters beeinflusst werden kann. Die Größe des Gitterstromes ist im Wesentlichen eine Funktion der Anodenspannung und der Gitterspannung, bezogen auf das Kathodenpotential.
Der Gitterstrom setzt sich als Summe aus unterschiedlichen Stromanteilen, die unterschiedliche physikalische Ursachen haben, zusammen. Einzelne Anteile des Gitterstromes verlaufen gegensinnig und können sich in bestimmten Arbeitspunkten der Röhre kompensieren. Je nach Richtung der einzelnen Gitterstromanteile wird zwischen positiven und negativen Gitterstromanteilen unterschieden.
Wenn das Gitter nicht angeschlossen ist, dann bildet sich ein Gleichgewichtszustand der elektrischen Ladung am Gitter, was den Zustrom weiterer Elektronen verhindert.
Der Steuergitterstrom ist unerwünscht, weil er nur dann fließt, wenn das Steuergitter positiver als die Kathode ist. Dann stellt er einen endlichen Widerstand dieser Strecke dar, der die meist hochohmige Steuerspannungsquelle belastet und deshalb zu Verzerrungen führt. Ferner ist das Ideal der leistungslosen Steuerung des Anodenstromes nicht mehr gegeben.
Die Summe der im Folgenden dargestellten und weiterer Anteile des Gitterstromes ergeben zusammen den Gitterstrom.

### Elektronenstrom
Die aus der erhitzten Kathode austretenden Elektronen bilden eine Raumladung und werden im Mittel durch das Potentialgefälle zur Anode hin beschleunigt. Einige Elektronen dieser Wolke treffen auch auf das Gitter und verursachen einen positiven Gitterstromanteil. Dieser Gitterstromanteil Ige stellt für negative Gitterspannungen Ug < 0 V eine Exponentialfunktion dar:
{\displaystyle I_{\mathrm {ge} }=I_{\mathrm {ge0} }\cdot \mathrm {e} ^{\frac {U_{\mathrm {g} }}{U_{\mathrm {T} }}}}
dabei drückt Ige0 den maximalen Gitterstromanteil bei Ug=0 aus und UT entspricht der Temperaturspannung:
{\displaystyle U_{\mathrm {T} }={{k\cdot T} \over q}}
mit der Boltzmann-Konstante k, der Elementarladung q eines Elektrons und T der absoluten Temperatur.
Der Einsatzpunkt des Elektronenstromes ist fast unabhängig von der Anodenspannung und hat je nach Röhrentyp Werte zwischen Ug = −3 V bis −0,1 V.

### Sekundärelektronen
Auch aus der Anode herausgeschlagene Sekundärelektronen tragen zum Steuergitterstrom bei. Sie können bei hohen Anodenspannungen genügend Energie besitzen, um gegen das negative Feld der Gittervorspannung anzukommen und auf dem Steuergitter zu landen. Dies bewirkt einen positiven Gitterstrom. Auch aus diesem Grund werden bei manchen Elektronenröhren Schirmgitter zwischen Steuergitter und Anode eingefügt (unter anderem bei Tetroden). Dieses Schirmgitter wird an eine relativ hohe und niederohmige positive Gleichspannungsquelle angeschlossen und schirmt damit das Steuergitter von den Sekundärelektronen der Anode ab. Diese Art von Gitterstrom kann daher nur bei Trioden auftreten.
Ebenso können direkt von der Kathode ausgehende und von der Anode beschleunigte Elektronen genügend Energie besitzen, um aus dem Steuergitter selbst Sekundärelektronen herauszulösen, die weiter zur Anode beschleunigt werden. Auch dieser Effekt stellt letztlich einen Stromfluss dar, der einem negativen Gitterstrom entspricht.
Beide Effekte nehmen mit steigendem Anodenstrom zu.

### Thermische Gitteremission
Da das Steuergitter räumlich nahe an der Kathode angeordnet ist, lässt sich eine Aufheizung des Gitters nicht vermeiden. Durch geringe Abdampfungen der Oxidkathodenschicht, die auf dem kühleren Steuergitter kondensieren, werden durch das Steuergitter Elektronen emittiert, die Richtung Anode beschleunigt werden und damit ebenfalls einen negativen Gitterstrom verursachen.
Die thermische Gitteremission ist primär abhängig von der Röhrenkonstruktion, der Heizspannung, die indirekt die Gittertemperatur bestimmt, und der Fertigungsgüte.

### Ionenstrom
Der Ionenstrom stellt im Gegensatz zum Elektronenstrom einen negativen Anteil des Gitterstromes dar. Die Ursache dieses Anteils liegt im mangelhaften Vakuum im Inneren der Elektronenröhre. Durch den Elektronenstrom von der Kathode zur Anode werden, bei entsprechend hoher Potentialdifferenz, einzelne Elektronen so stark beschleunigt, dass deren kinetische Energie ausreicht, bei zufälligen Zusammenstößen mit Gasmolekülen diese zu ionisieren. Die positiv geladenen Ionen werden dann durch das negativ geladene Gitter angezogen und stellen damit einen Teil des negativen Gitterstromes dar.
Der Ionenstrom ist eine Funktion des Anodenstromes, der Anodenspannung, des Gasdruckes in der Röhre und der mittleren freien Weglänge, die dem Abstand zwischen Anode und Kathode entspricht und somit von der Röhrenkonstruktion wesentlich bestimmt wird.

### Isolationsstrom
Der Isolationsstrom ist ebenfalls ein negativer Gitterstrom, mit allerdings nur geringem Anteil. Insbesondere bei Einsatz minderwertiger Glassorten als Isolator mit relativ hoher elektrischer Leitfähigkeit treten zwischen den elektrischen Anschlüssen der Elektronenröhre parasitäre Isolationswiderstände auf. Dominant ist der Isolationswiderstand zwischen Anode und Gitter, da zwischen diesen Anschlüssen üblicherweise der größte Potentialunterschied besteht. Der Isolationsgitterstrom Igi kann in guter Näherung als lineare Funktion der Anoden-Gitter-Spannung Uag und dem Isolationswiderstand Rag zwischen Anode und Gitter beschrieben werden als:
{\displaystyle I_{\mathrm {gi} }={\frac {U_{\mathrm {ag} }}{R_{\mathrm {ag} }}}}
Letztendlich stellt der Isolationsstrom ebenfalls einen negativen Gitterstrom dar.

### Fotostrom
Unter den in den meisten Anwendungen vernachlässigbaren Restgitterströmen nimmt der negative und von der Gitterspannung unabhängige Fotostrom den größten Anteil ein. Die zugrundeliegenden physikalischen Effekte werden in Fotozellen ausgenutzt, sind jedoch bei herkömmlichen Elektronenröhren im Regelfall unerwünscht. Der Fotostrom wird teilweise durch Fremdlicht von außen und durch Photonen, ausgehend von der glühenden Kathode, am Gitter ausgelöst. Er ist im Wesentlichen eine Funktion der Heizleistung der Röhre. Vor allem durch kurzwelliges Licht können aus der Oberfläche des Gitters Elektronen ausgelöst werden. Auch der Fotostrom stellt einen negativen Gitterstrom dar.

## Ursachen des Schirmgitterstromes
Das Schirmgitter von Tetroden und Pentoden wird mit einer positiven Spannung betrieben, um eine gleichmäßige Anziehungskraft der Elektronen von der Kathode her zu erzielen. Da nicht alle Elektronen durch die Gitterwindungen hindurch beschleunigt werden, sondern manche die Windungen selbst treffen, ergibt sich ein Schirmgitterstrom. Dieser kann durch konstruktive Maßnahmen wie z. B. „verstecken“ der Gitterwindungen aus Kathodensicht hinter dem exakt gleichartig angefertigten Steuergitter zwar verringert werden, aber ganz unterdrücken lässt er sich in der Praxis nicht. (Beispiel: EL90)
Der Schirmgitterstrom ist unerwünscht, weil
- er Leistung aus der Stromversorgung benötigt, sonst aber keinen positiven Nutzen hat,
- durch ihn das Stromverteilungsrauschen zustande kommt.

## Dynamischer Betrieb
Bei Ansteuerung des Gitters mit einer zeitlich veränderlichen Spannung fließt ein zeitlich veränderlicher Strom in das Gitter, welcher eine Folge eines Verschiebungsstromes durch die elektrische Kapazität der räumlichen Elektrodenanordnung ist. Er ist unter anderem abhängig von der Höhe der Änderungsrate der Spannung und dem geometrischen Aufbau der Röhre und tritt bei jedem Kondensator im dynamischen Betrieb auf. Bei Ansteuerung der Röhre mit harmonischer Wechselspannung lässt sich eine Phasenverschiebung zwischen der Steuerspannung und dem Verschiebungsstrom messen, welcher auch als Blindstrom bezeichnet wird.
Ein weiterer Effekt, der nur bei dynamischem Betrieb auftritt, hängt mit der endlichen Laufzeit der Elektronen zwischen Kathode und Steuergitter zusammen. Ändert sich die Gitterspannung, während ein Elektron das Steuergitter passiert, so tritt eine Wechselwirkung mit der Ladung des Steuergitters ein. Das Elektron wird abgebremst oder beschleunigt. Diese Geschwindigkeitsänderungen lassen sich nur durch entsprechenden Energieaufwand realisieren. Nach außen zeigt sich dies durch eine Herabsetzung des Eingangswiderstandes mit steigender Frequenz. Eine Folge ist, dass Verstärkerröhren auf UKW trotz Kathodenbasisschaltung nur noch einige Kiloohm Eingangswiderstand besitzen, obwohl das Steuergitter zu keinem Zeitpunkt positiv ist.
Bei ausgewählten Röhrentypen (z. B. PC86, PC88) wurde der Gitter-Kathodenabstand zur Minimierung des Laufzeiteffektes auf sehr kleine Werte reduziert. Diese erzielen noch im UHF-Band IV (bis 860 MHz) eine ausreichende Verstärkung.
Diese Ströme werden nicht direkt zu den Gitterströmen gezählt, welche Leitungsströme sind, sondern zu den Blindströmen, welche nur im dynamischen Betrieb auftreten.